# Pachygnatha palmquisti
Pachygnatha palmquisti là một loài nhện trong họ Tetragnathidae.
Loài này thuộc chi Pachygnatha. Pachygnatha palmquisti được miêu tả năm 1910 bởi Tullgren.